# ونگ شامینگ
ونگ شامینگ (انگلیسی: Wang Shuming؛ ۱۰ نوامبر ۱۹۰۵ – ۲۸ اکتبر ۱۹۹۸) یک سیاست‌مدار و ژنرال نیروی هوایی چین بود.